# Malange
 Malange  es una población y comuna francesa, situada en la región del Franco Condado, departamento de Jura, en el distrito de Dole y cantón de Gendrey.

## Demografía
| 137 | 143 | 213 | 213 | 199 | 241 |
| Para los censos de 1962 a 1999 la población legal corresponde a la población sin duplicidades (Fuente: INSEE [Consultar]) |     |     |     |     |     |